# Mammillaria sinistrohamata
Mammillaria sinistrohamata är en kaktusväxtart som beskrevs av Boed. Mammillaria sinistrohamata ingår i släktet Mammillaria och familjen kaktusväxter. Inga underarter finns listade i Catalogue of Life.